# Akélés
Els akèlè (o nkèlè, bakèlè, bongom, bougom) formen un grup ètnic procedent de Mimongo, una regió muntanyosa situada al sud del Gabon, té tres subgrups:
- Bungome, a la Ngounié (Mbigou, Lébamba, Mimongo, Bellevue i Sindara) i igualment a la província de l'Ogooué-Lolo ;
- Métombolo, a la província de l'Ogooué Mitjà així com a prop dels llacs següents : Ezanga, Onangué i Anengué així com a certs pobles a la vora de l'Ogooué i de la Ngounié ;
- Mbahoin, grup de la província de l'Alt-Ogooué.

Existeix un altre subgrup els Komon, que tendeix a desaparèixer. Aquesta desaparició és deguda a dos factors, l'èxode rural i els diferents matrimonis entra subgrups. Els métombolés són patrilineals.

## Història
Després d'una primera migració a la Ngounié, a Fougamou on ocupen els territoris del poble eshira durant prop de 10 anys, un conflicte esclata entra els dos grups (envair en eshira es diu Fougouminane, terme que té el seu origen en Fougamou, el nom de la ciutat que fou envaïda pels akélés). Els akélés abandonen Fougamou i s'instal·len a Lambaréné, territori dominat pels galwas. A la sortida d'una nova batalla, els akélés es dispersen entorn de Lambaréné mentre que altres continuen a migrar cap a Port-Gentil i Libreville transitant per l'Ogooué. A Libreville, se'ls troba essencialment a Nombakélé qui significa la « muntanya dels Akélés ». La llegenda diu que aquest grup s'havia aliat al grup punu, en combatrre altres grups d'on l'eslògan Mupunu dingue, Mukéli dingue ('dingue' vol dir boig en francès).

## Geografia
És un poble que viu prop de rius o llacs. S'està als vilatges al llarg de la Ngounié sobretot a Bellevue, prop dels llacs Zilé, Atondasimba, Méyeng, Massassiké, Béboté, Diala, Louvain, Lekita, Lebamba, Sindara, Lésinda… així com a l'Ogooué Mitjà, entorn dels llacs Anengué, Onangué, Ezanga (dit en akélé Lédjangué) i al llarg de la Ogooué a Makouké i a Libreville arran de la carretera de Fougamou, a Nombakèlé al PK 33.

## Cultura
Llur alimentació es fonamenta en el peix, el plàtan llegum, l'odika, el brou de peix, el tubercle preparat i remullat dit en akélé maloté o en francés casse-dent (« trenca la dent »), dit encara, abusivament, ponme de terre (patates, « poma de terra »).
Llurs balls són: maringa (dansa de l'acordió), ilombon, mamboumba, ondokoué, ongondo, léchembé, etc.

## Alguns mots en akèlè
- Odiémiamey : bon dia (al matí)
- Mbolo : bon dia (en la resta de la jornada)
- Mitchang : com vas?
- Mbian-Mbien : bé
- Me naka gouené : t'estimo
- Agombé : el temps
- N'tché : el país
- Alinga : el vestit de dona
- Ipoti : la mandioca
- Owondo : la mandioca
- Malote : tubercle, dit a tort, patata
- Akondo : la carpa
- N'tchin guè : el cubell
- N'tchono : la bicicleta
- N'tchouwa : la mar, la platja
- Mi tchozo : les sabates
- O'pamè : has arribat?
- Unwo'nto : u
- Babà : dos
- Balalè : tres
- Banayi : quatre
- Batanè : cinc
- Tanè na unwo'nto : sis
- Diomo : deu
- Mabomaba : vint
- O'ssadia : ja has menjat?
- O'ssadiokô : ja t'has rentat?
- Bana Ba y ngé yo : aquells nens són estranys.
- Me Kemè : me n'he anat (= a reveure)
- Lakike : la vida
- Lakié la délé : la vida és difícil
- Akolo : el mercat

La marca de la negació és molt simple. A kona : ha dit. A (sa) kona : (ell) no ha dit.
Aquesta llengua és molt diferent del Omyéné però posseeix molts de mots que s'acosten a aquells utilitzats en omyéné. Altres paraules semblen a les del kota. L'akélé és molt semblant a les llengües séké, N'koma i saké.